# Maria Teresa Agnesi Pinottini

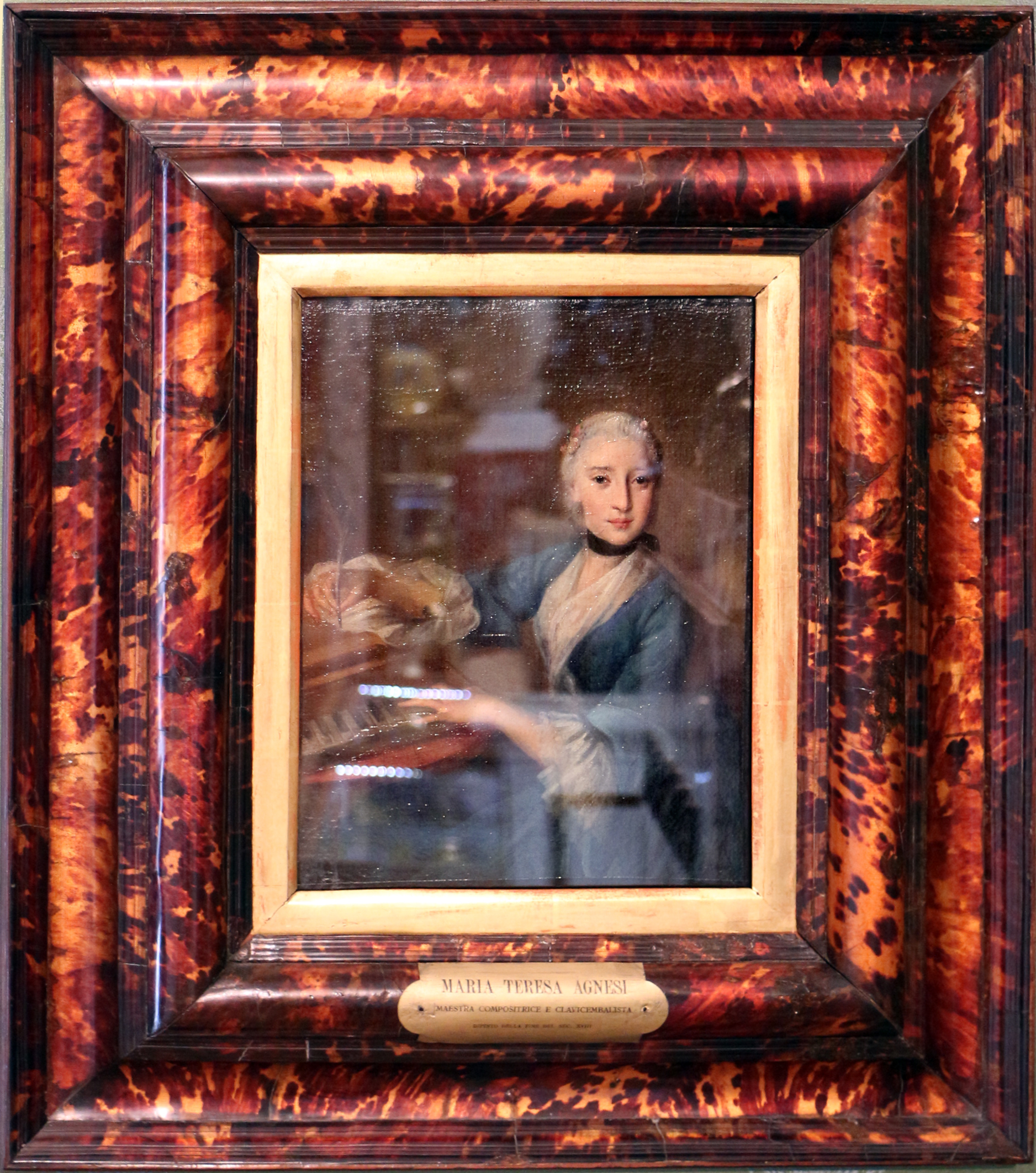
Maria Teresa Agnesi Pinottini

Maria Teresa Agnesi Pinottini (* 17. Oktober 1720 in Mailand; † 19. Januar 1795 ebenda) war eine italienische Komponistin und Cembalistin.

## Leben
Die jüngere Schwester der Mathematikerin Maria Gaetana Agnesi wurde als drittes Kind des Pietro Agnesi di Monteviglia geboren. Auf ihr musikalisches Talent wurde man bald aufmerksam, und sie wurde Schülerin des Geigers und Komponisten Carlo Zuccari. Einer ihrer Mitschüler war Giorgio Giulini, der sich später an der Gründung der „Accademia dei Trasformati“ beteiligte, wo Agnesi auch Mitglied wurde. Bei ihren Auftritten als Cembalistin führte sie hauptsächlich Werke von Jean-Philippe Rameau auf.
Als erstes Werk Agnesis wurde 1747 die Schäferkantate Il ristoro d’Arcadia am Teatro Ducale, dem Vorgänger der Mailänder Scala, aufgeführt. Nach dem Tode Pietro Agnesis 1752 konnte sie Pietro Antonio Pinottini heiraten, was ihr Vater ihr bisher verweigert hatte. Ab diesem Zeitpunkt widmete sie sich fast ausschließlich der Musik, neben Konzerten, Sonaten, Fantasien und Kammerarien entstanden auch mehrere Opern, für die sie auch teilweise das Libretto selbst verfasste.
Als 1770 Leopold Mozart nach Italien reiste, um seinen Sohn vorzustellen, kam es zu Kontakten mit Agnesi Pinottini, die vermutlich auch zu einem regen Gedankenaustausch führten. Ab dem folgenden Jahr sind keine Werke Agnesis mehr bekannt. Sie geriet in eine finanzielle Krise und musste eine ihrer Schwestern um Hilfe bitten. Zwei Jahre nach dem Tode ihres Mannes starb sie kinderlos.

## Werke (Auswahl)

### Opern

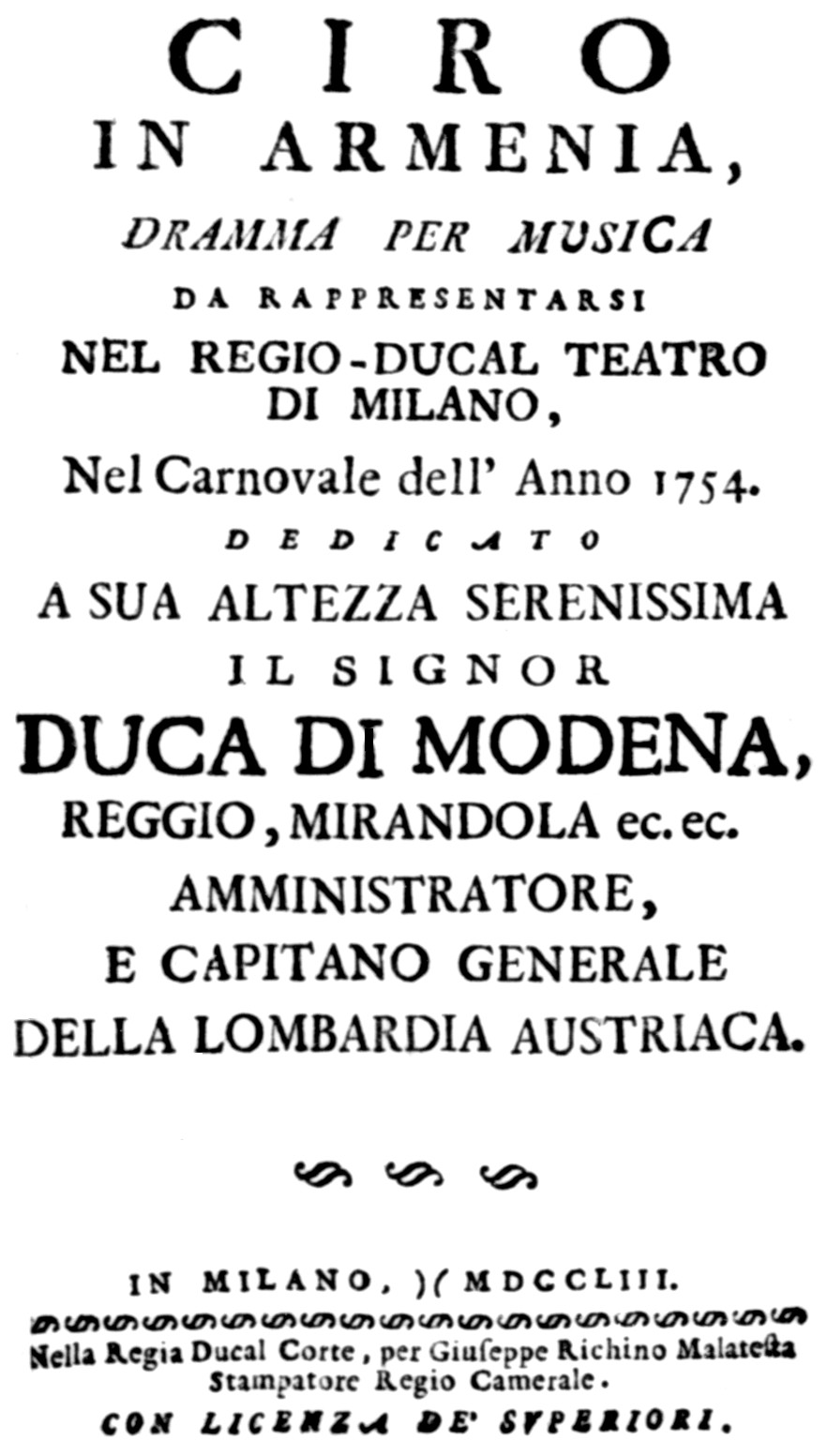
Libretto Ciro in Armenia, Mailand 1754

- Ciro in Armenia, Libretto: Agnesi, 1753[1] (Digitalisat des Textbuchs bei IMSLP)
- Il re pastore, Dramma [in tre atti], Libretto: Pietro Metastasio, vermutlich 1755 RISM ID: 600142021 (Digitalisat der Partitur bei der Österreichischen Nationalbibliothek)
- Sofonisba, Libretto: Giuseppe Maria Tomasi, 1765 RISM ID: 600142010 (Digitalisat der Partitur bei der Österreichischen Nationalbibliothek)
- Insubria consolata: Libretto: Agnesi, 1766
- Ulisse in Campania, Libretto: Agnesi, 1768 (Digitalisat der Partitur beim IMSLP)
- Nitocri, Libretto: Apostolo Zeno, 1771

### Instrumentalmusik
- Sechs Orgelsonaten
  - G-Dur RISM ID: 851003232 D-Dur RISM ID: 851003233 G-Dur RISM ID: 851003234 D-Dur RISM ID: 851003235 F-Dur RISM ID: 851003236 D-Dur RISM ID: 851003237
- Allegretto für Orgel  G-Dur RISM ID: 500078084
- Cembalosonate G-Dur RISM ID: 850033266 RISM ID: 453001912  (Digitalisat der Badischen Landesbibliothek Karlsruhe)
- Allegro C-Dur für Cembalo RISM ID: 455032587
- Fantasie. Allegro F-Dur für Cembalo RISM ID: 455032551 RISM ID: 455032587
- Fantasie G-Dur für Cembalo RISM ID: 455032564
- Allegro A-Dur für Cembalo RISM ID: 452002005
- Menuett G-Dur RISM ID: 45503258